# Hughes TH-55 Osage
Pour les articles homonymes, voir Hughes et Osage.
Le Hughes TH-55 Osage est un hélicoptère d'entraînement militaire américain ayant servi durant la guerre froide. Il est également connu sous sa désignation civile de Hughes 269 puis Schweizer 269. Il s'agit du premier hélicoptère militaire construit en série par Hughes Aircraft.

## Historique

### Développement

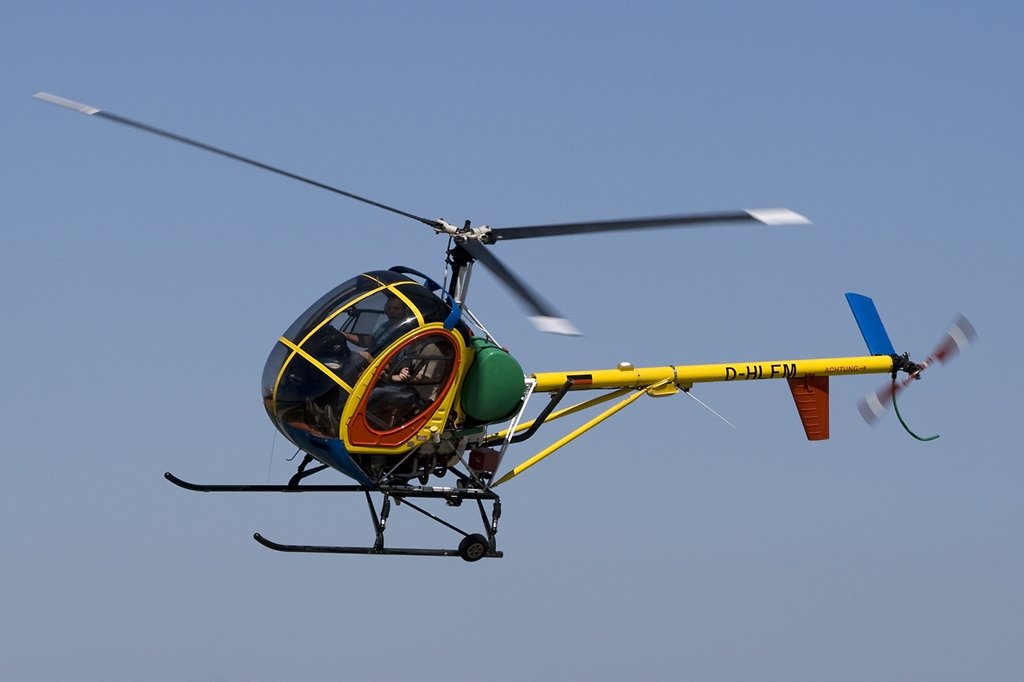
Schweizer 269C en Allemagne en 2008.

C'est sur fonds propres, depuis ses bureaux d'étude californiens de Culver City que Hughes Aircraft lança en septembre 1955 les travaux de développement d'un hélicoptère civil léger désigné Hughes 269. L'appareil visait clairement le marché émergent américain mais aussi celui à l'export. Lorsqu'il réalisa son premier vol en octobre 1956 le Hughes 269 n'avait rien de révolutionnaire vis-à-vis de ses concurrents, il était dans l'air du temps avec une architecture très classique pour l'époque.
Deux ans plus tard, en 1958, le Hughes 269 fut proposé à l'US Army dans le cadre d'un programme de recherche d'un nouvel hélicoptère d'observation aérienne destiné au remplacement d'une partie de la flotte de Bell OH-13 Sioux et de Hiller OH-23 Raven. Pour l'occasion un Hughes 269A de série reçut la désignation militaire de YHO-2. L'hélicoptère de Hughes était opposé à deux machines provenant de pays européens le Sud-Ouest YHO-1 français et le Brantly YHO-3 (en) britannique.
Après essais en vol des trois hélicoptères, le programme fut annulé et aucun ne fut commandé en série. Le Hughes YHO-2 vola ensuite pendant encore trois ans pour le compte de l'US Army en tant qu'hélicoptère de soutien aux essais en vol sous la désignation de Hughes YH-42.
En 1964 l'US Army demanda à l'hélicoptériste de développer une version d'entraînement militaire du Hughes 269 qui reçut la désignation de Hughes TH-55 et le patronyme d'Osage du nom d'une nation amérindienne implantée dans l'Oklahoma.
Une commande fut passée pour 792 exemplaires construits entre 1965 et 1969.
C'est justement en mars 1969 que vola pour la première fois le Hughes 300, la dernière évolution du Hughes 269, destiné aux marchés civils et militaires doté d'un nouveau moteur Lycoming HIO-360-A1A d'une puissance de 190 chevaux.
Une licence de productions et de commercialisations a été cédé à l'avionneur italien Breda-Nardi.
En 1983 la société américaine Schweizer Aircraft, jusque-là spécialisée dans la conception et la production de planeurs et motoplaneurs, acquit une licence de production du Hughes 300. Trois ans plus tard, en 1986 Hughes céda l'ensemble des droits de productions à Schweizer. En 2004 cette dernière fut rachetée par Sikorsky qui propose depuis le S300 (en), une version profondément modifiée et modernisée du Hughes 300.

### Service opérationnel

#### Au sein de forces armées
Le Hughes TH-55 Osage a été l'hélicoptère d'entraînement standard de l'US Army entre 1965 et son retrait du service en 1995. Il a été remplacé par le Bell TH-67 Creek. Dans la majorité des pays où il servit cet hélicoptère, mais aussi ses versions civiles, furent employés comme hélicoptère d'entraînement militaire et parfois de liaisons aériennes.

#### Sur le marché civil
Sur le marché civil les Hughes 269 et Hughes 300 ont principalement trouvés des débouchés comme hélicoptères d'entraînement, de tourisme, d'épandage aérien et de soutien aux forces de l'ordre.

## Utilisateurs
La majorité de ces utilisateurs civiles et militaires ne font plus voler leurs Hughes TH-55, Hughes 269 et Hughes 300 lors de la rédaction de cet article en avril 2016.

### Utilisateurs militaires
- Algérie : Armée de l'air algérienne
- Brésil : Marine brésilienne

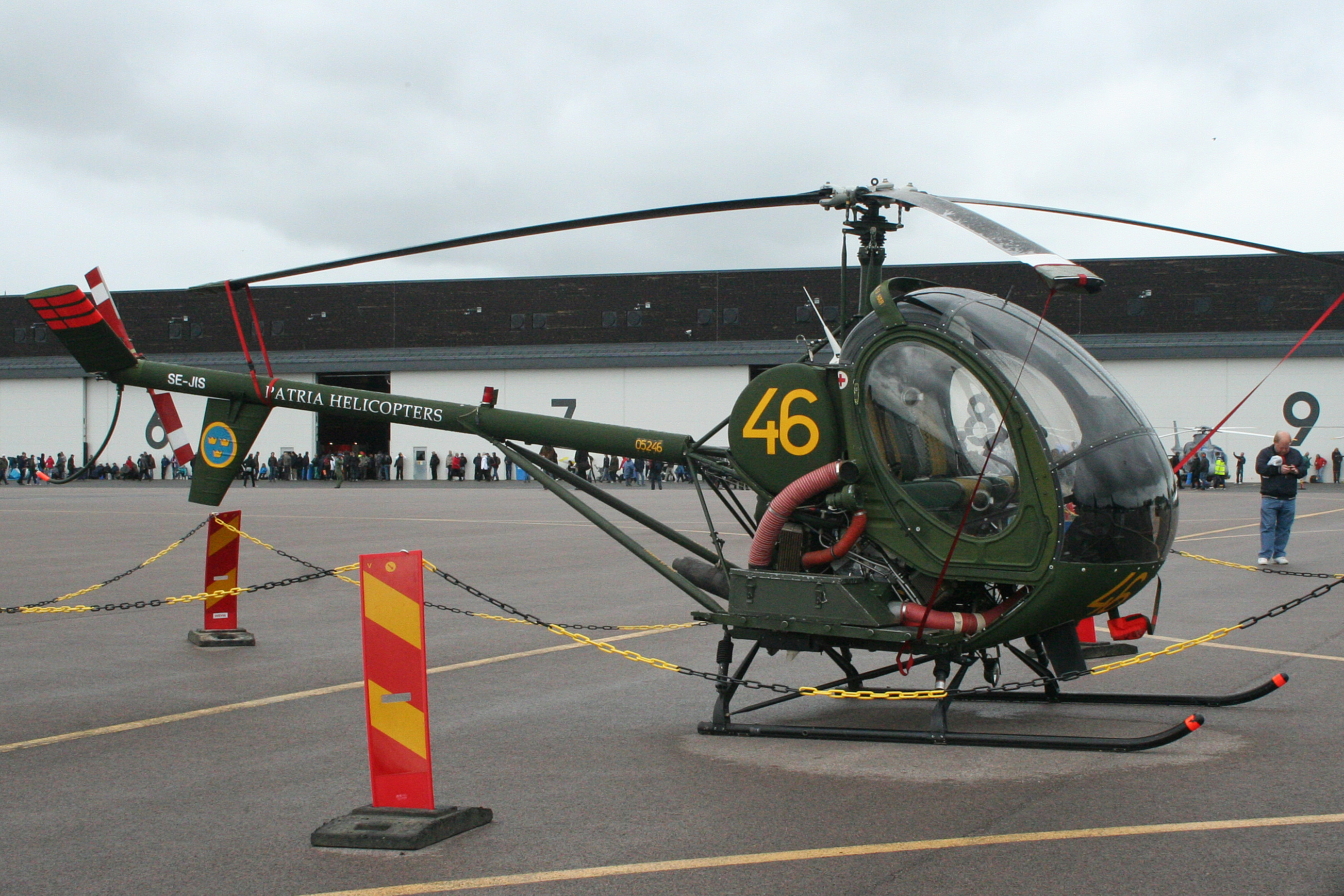
Hughes Hkp.5 construit en 1987 utilisé par le Musée de l'armée de l'air suédoise en 2012.

- Colombie : Force aérienne colombienne
- Espagne : Armée de l'air espagnole
- États-Unis : United States Army (retrait en 1995)
- Haïti : Forces armées d'Haïti
- Honduras : Force aérienne hondurienne
- Inde : Marine indienne
- Japon : Force terrestre d'autodéfense japonaise
- Sierra Leone : Forces armées de la République de Sierra Leone
- Suède : Armée de l'air suédoise
- Taiwan : Force aérienne de la République de Chine
- Thaïlande : Armée royale thaïlandaise
- Turquie : Armée de terre turque

### Utilisateurs civils et parapubliques notables

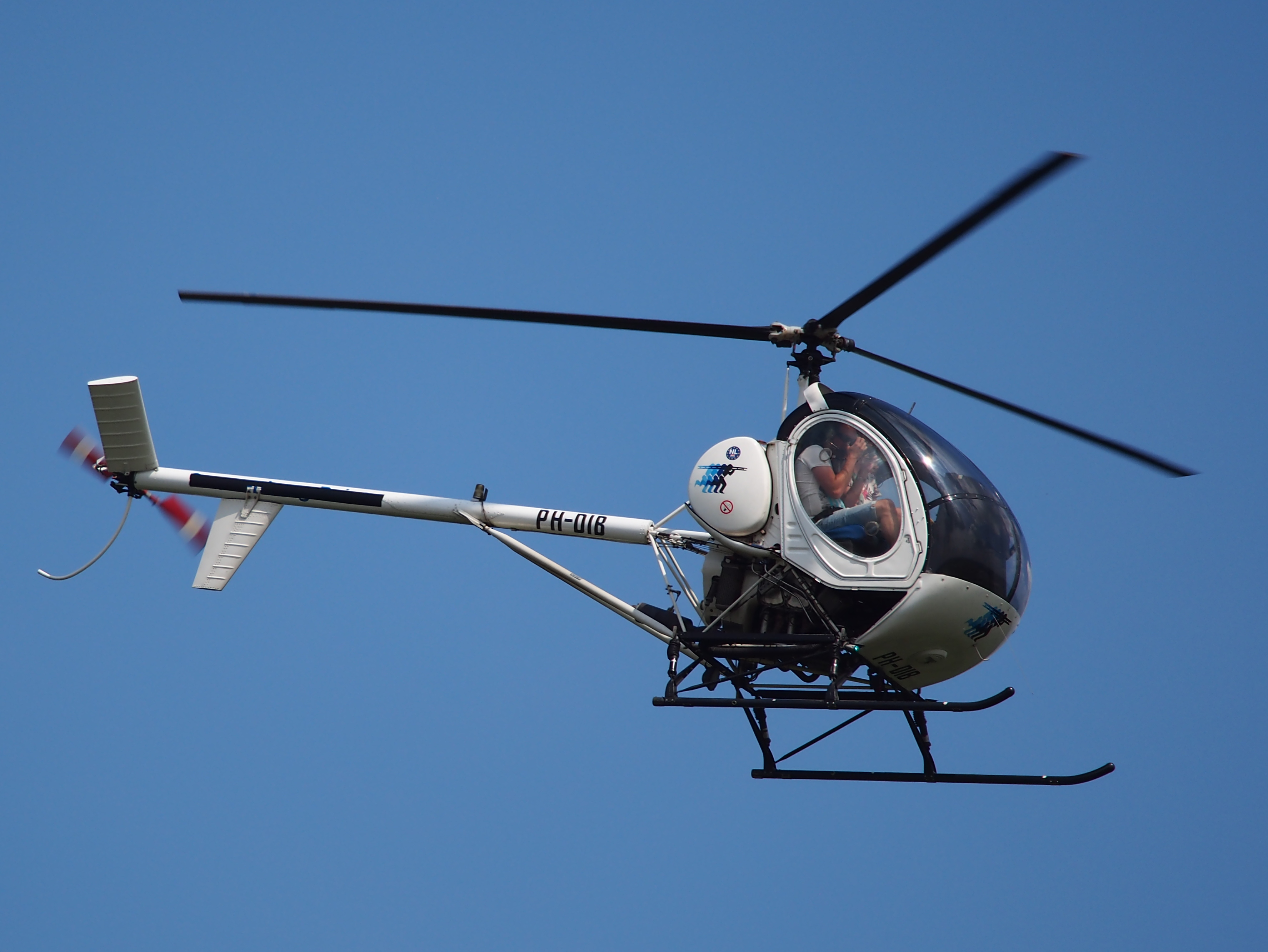
Hughes 300C privé.

- Costa Rica : Force publique du Costa Rica
- États-Unis : American Helicopter Museum and Education Center[2].
- Pays-Bas : Municipalité de Hilversum[3].

## Description
Le Hughes TH-55 Osage est un hélicoptère militaire américain de construction intégralement métallique. Biplace côte-à-côte il dispose de patins d'atterrissage et d'une fine poutre de queue se terminant par un rotor anticouple bipale. Le rotor principal est entraîné par un moteur à six cylindres à plat Lycoming HIO-360 d'une puissance de 180 chevaux. Le cockpit de l'hélicoptère est largement vitré.
Le Hughes TH-55 Osage n'emporte aucun armement.

## Versions

### Désignations civiles
- Hughes 269 : Désignation générale de la première génération de l'hélicoptère sur le marché civil.
  - Hughes 269A : Désignation de la version commerciale biplace de l'hélicoptère.
    - Hughes 269A-1 : Désignation d'une version d'entraînement du Hughes 269A.
    - Hughes 269A-200 : Désignation d'une version luxe du Hughes 269A doté d'une sellerie en cuir.

  - Hughes 269B : Désignation de la version commerciale triplace de l'hélicoptère.
    - Hughes 269B-300 : Désignation d'une version luxe du Hughes 269B doté d'une sellerie en cuir.
- Hughes 300 : Désignation générale de la seconde génération de l'hélicoptère sur le marché civil.
  - Hughes 300C : Désignation de la version commerciale biplace de l'hélicoptère.
    - Hughes 300CB : Désignation d'une version commerciale avec réduction des vibrations en cabine.

  - Hughes 300 Sky Knight : Désignation d'une version spécialement destinée aux opérations de police.
  - Hughes TH-300C : Désignation d'une version d'entraînement civil et parapublique.

### Désignations militaires opérationnelles
- Hughes HE.20 : Désignation attribuée par l'Ejército del aire[4].
- Hughes Hkp.5 : Désignation attribuée par la Svenska flygvapnet[5].
- Hughes TH-55A : Désignation attribuée par le département de la Défense des États-Unis[6].
- Hughes TH-55J : Désignation attribuée par la force terrestre d'autodéfense japonaise[4].

## Dans la culture populaire
Pour beaucoup dans la culture populaire le Hughes 300 est l'hélicoptère de la Calypso, le navire océanographique du commandant Cousteau.
- Il apparaît aussi de manière récurrente en tant qu'ambulance dans le film et la série MASH, se déroulant durant la guerre de Corée ainsi que dans le film Colossus: The Forbin Project (1970).

## Sources & Références

### Sources bibliographiques
- Michel Marmin (réd. en chef), Jean-Claude Bernar (dir.) et Marion Mabboux (esp. d'éd.), Toute l'aviation : la grande aventure technologique des avions civils et militaires, Paris Bruxelles Lausanne, Atlas,Atlen.Rencontre, 1992, 15 vol. (4605 p.) : ill. ; 29 cm (ISBN 978-2-7312-1326-3, 978-2-731-21344-7 et 978-2-731-21345-4, OCLC 715773689).
- Pierre Gaillard, Avions et hélicoptères militaires d'aujourd'hui, Clichy/Paris, Larivière, 1999, 304 p. (ISBN 2-907051-24-5).
- Bill Gunston, Hélicoptères militaires, Paris, PML, 1994, 159 p. (ISBN 978-2-87628-895-9).
- Bill Gunston et Mike Spick, Hélicoptères de combat, Paris Bruxelles Lugano, Atlas Atlen Éd. transalpines, 1988, 207 p. (ISBN 978-2-7312-0643-2).
- (en) David Willis, Aerospace encyclopedia of world air forces, London Westport, CT, USA, Aerospace Pub. AIRtime Pub, 1999, 320 p. (ISBN 978-1-86184-045-5 et 978-1-880-58830-7).

### Sources web
- Fiche du Hughes 300 sur le site Aviations Militaires.
- (en) Fiche du Hughes 269 sur le site Aviastar.

### Développements liés
- Hughes MD 500
- Hughes OH-6 Cayuse
- Sikorsky S-300

### Hélicoptères comparables
Dans le domaine militaire
- États-Unis : Bell TH-13 Sioux
- Union soviétique : Mil Mi-34 Hermit

Sur le marché civil
- États-Unis : Robinson R22
- France : Guimbal Cabri G2